# Łotr 1. Gwiezdne wojny – historie
Łotr 1. Gwiezdne wojny – historie (ang. Rogue One: A Star Wars Story) – amerykański film fabularny, którego reżyserem był Gareth Edwards, a scenarzystami Chris Weitz i Tony Gilroy, będący prequelem filmu Gwiezdne wojny: część IV – Nowa nadzieja.

## Fabuła
Naukowiec Galen Erso ukrywa się na planecie Lah'mu przed Orsonem Krennikem, dyrektorem Badań nad Zaawansowana Bronią dla armii imperialnej. Mimo wszelkich starań Galen zostaje odnaleziony. Gdy tylko się o tym dowiaduje, każe żonie – Lyrze i ich córce – Jyn uciekać. Po wydostaniu się z domostwa, Lyra daje Jyn kryształ kyber, mówiąc przy tym, by zaufała Mocy. Krennic przybywa na planetę, aby pojmać Galena i zmusić go do ukończenia Gwiazdy Śmierci, superbroni zdolnej zniszczyć całą planetę. Dziewczynka ukrywa się w trawie i jest świadkiem zastrzelenia swojej matki przez szturmowców. Galen zostaje porwany, a Jyn ucieka i chowa się. Zostaje odnaleziona przez Sawa Gerrerę, zaprawionego w bojach weterana, którego ekstremalne metody walki nie podobają się Rebelii.
Piętnaście lat później, pilot transportowca w siłach Imperium Galaktycznego – Bodhi Rook, przemyca hologram z wiadomością Galena Erso do Sawa Gerrery. Agent wywiadu Rebelii, kapitan Cassian Andor uwalnia Jyn z imperialnej niewoli i transportuje ją na Yavin 4, by spotkała przywódczynię Rebelii – Mon Mothmę. Jyn i Cassian dostają zadanie odszukania Galena. Jyn myśli, że mają zdobyć informacje o Gwieździe Śmierci, lecz Cassian otrzymuje rozkaz zabicia Galena.
Jyn, Cassian i przeprogramowany imperialny droid K-2SO wyruszają na planetę Jedha, gdzie Imperium wydobywa kryształy kyber, które potrzebne są do zasilenia Gwiazdy Śmierci. Bohaterowie są wplątani w akcję partyzancką ludzi Sawa Gerrery. Wraz z Bazem Malbusem i niewidomym Chirrutem Îmwe zostają przez nich pojmani. Trafiają do więzienia Sawa Gerrery gdzie spotykają torturowanego Bodhiego Rooka. Jyn rozmawia z Sawem, który pokazuje jej nagrany przez Galena hologram. Okazuje się, że Gwiazda Śmierci posiada wadę konstrukcyjną, przez co łatwo ją zniszczyć. Plany superbroni ukryte są w imperialnej bazie na planecie Scarif.
Orson Krennic i Wilhuff Tarkin chcąc przetestować Gwiazdę Śmierci, strzelają jej laserem w Jedhę. Jyn, Cassian, K-2SO, Baze, Chirrut i Bodhi uciekają z planety, a Saw Gerrera i jego ludzie giną. Tarkin gratuluje Krennikowi udanej akcji. Przekazanie wiadomości o defekcie Gwiazdy Śmierci daje Tarkinowi pretekst do przejęcia kontroli nad superbronią. To nie podoba się ambitnemu Krennikowi.
Bodhi prowadzi grupę do Imperialnego Ośrodka Badawczego na planecie Eadu, gdzie znajduje się Galen. Cassian ma możliwość zabicia ojca Jyn, lecz rezygnuje z wykonania zadania. Zdenerwowany Krennic przylatuje na planetę. Chce się dowiedzieć kto jest winny wyciekowi informacji o defekcie. Galen przyznaje się do sabotażu. Krennic rozkazuje wymordować zespół inżynierów Galena. Rebelianckie myśliwce bombardują Ośrodek Badawczy. Krennic ucieka, Galen jest ranny i umiera w ramionach Jyn. Krennic udaje się na Mustafar, do siedziby Dartha Vadera, by ten wstawił się za niego u Imperatora Palpatine’a. Vader nie pomaga Krennicowi.
Na Yavin 4 odbywa się posiedzenie Rady Sojuszu Rebelii. Jyn chce wykraść plany Gwiazdy Śmierci, lecz nie zyskuje poparcia Rady. Sfrustrowana Jyn szuka ochotników, którzy jej pomogą. Wraz z grupą rebeliantów oraz K-2SO, Bodhim, Chirrutem, Bazem i Cassianem, udają się na Scarif skradzionym imperialnym statkiem, którego nazywają Łotr 1. Jyn oraz Cassian zdobywają imperialne mundury i razem z K-2SO wchodzą do bazy. Pozostali bohaterowie odwracają uwagę. Dochodzi do bitwy, o której dowiaduje się flota Rebelii. Admirał Raddus postanawia wesprzeć Łotra 1 i wysyła swoje statki. Bodhi Rook ginie od wybuchu granatu po tym jak poinformował Radussa, że Jyn i Cassian nie będą mogli przesłać planów, jeśli osłony otaczające planetę nie zostaną wyłączone. K-2SO odpiera atak szturmowców, poświęca się, by umożliwić Jyn i Cassianowi zdobycie planów. Erso i Andor wpadają w zasadzkę Krennika. Jyn zdobywa plany, a Cassian zostaje postrzelony i spada w otchłań.
Chirrut i Baze zostają zastrzeleni przez szturmowców po tym, jak udaje im się dezaktywować osłony. Większość rebeliantów zginęło. Krennic trzyma Jyn na muszce i ogłasza, że Imperium wygrało bitwę. Niespodziewanie pojawia się ranny Cassian, który strzela do Orsona. Jyn przesyła admirałowi Raddusowi plany. Na orbicie pojawia się Gwiazda Śmierci. Tarkin rozkazuje zniszczyć bazę na Scarif. Superbroń strzela laserem, Krennic ginie natychmiastowo, a Jyn i Cassian umierają w swoich objęciach od fali uderzeniowej.
Flota Rebelii przygotowuje się do skoku w nadprzestrzeń. Zostają zaatakowani przez statek Dartha Vadera. Vader wchodzi na pokład i zabija kilku Rebeliantów. Korweta Tantive IV opuszcza flotę wraz z planami. Na pokładzie statku znajduje się księżniczka Leia Organa, która mówi, że plany Gwiazdy Śmierci przyniosły Rebelii nadzieję.

## Obsada
| Rola           | Aktor                                   | Polski dubbing       |
| -------------- | --------------------------------------- | -------------------- |
| Jyn Erso       | Felicity Jones                          | Olga Sarzyńska       |
| Cassian Andor  | Diego Luna                              | Marcin Hycnar        |
| K-2SO          | Alan Tudyk                              | Zbigniew Zamachowski |
| Chirrut Îmwe   | Donnie Yen                              | Bartłomiej Topa      |
| Baze Malbus    | Jiang Wen                               | Andrzej Blumenfeld   |
| Galen Erso     | Mads Mikkelsen                          | Robert Więckiewicz   |
| Saw Gererra    | Forest Whitaker                         | Krzysztof Stelmaszyk |
| Orson Krennic  | Ben Mendelsohn                          | Mariusz Bonaszewski  |
| Bodhi Rook     | Riz Ahmed                               | Wojciech Zieliński   |
| Bail Organa    | Jimmy Smits                             | Wojciech Wysocki     |
| Generał Draven | Alistair Petrie                         | Marek Barbasiewicz   |
| Mon Mothma     | Genevieve O’Reilly                      | Monika Krzywkowska   |
| Darth Vader    | Spencer Wilding James Earl Jones (głos) | Grzegorz Pawlak      |
| Wilhuff Tarkin | Guy Henry                               | Krzysztof Wakuliński |
| Admirał Raddus | Paul Kasey Stephen Stanton (głos)       | Arkadiusz Bazak      |
| Bistan         | Nick Kellington                         | –                    |
| Weeteef Cyubee | Warwick Davis                           | –                    |

## Produkcja
W lutym 2013 roku Robert Iger, dyrektor generalny The Walt Disney Company, potwierdził, że w produkcji znajdują się dwa samodzielne filmy napisane przez Lawrence’a Kasdana i Simona Kinberga. 6 lutego magazyn „Entertainment Weekly” doniósł, że studio Lucasfilm pracuje nad filmami opowiadającymi o Hanie Solo i Bobie Fetcie, które przez jednego z przedstawicieli Disneya opisane zostały jako historie przedstawiające genezę postaci. Zapowiedziano również, że nie będą one crossoverami części VII–IX ani że nie będą w żaden sposób zmieniały kanonu ustalonego przez George’a Lucasa w tzw. starej trylogii. 
W maju 2014 roku poinformowano, że pierwszy z filmów wyreżyseruje Gareth Edwards, scenariusz napisze Gary Whitta, a jego premiera będzie miała miejsce 16 grudnia 2016 roku. W październiku operator Grieg Fraser poinformował, że będzie odpowiedzialny za zdjęcia do filmu, który ma już roboczy tytuł. 
W styczniu 2015 Whitta ogłosił, że zakończył prace nad filmem i nie będzie już powiązany z projektem, wobec czego niedługo później jako jego następcę wybrano Chrisa Weitza. W marcu podano do wiadomości, że film nazywał będzie się Rogue One, a muzykę do niego napisze Alexandre Desplat. Ostatecznie została skomponowana przez Michaela Giacchino. W kwietniu poinformowano, że film będzie należał do tzw. Star Wars Anthology, a jego akcja rozgrywała będzie się pomiędzy Zemstą Sithów a Nową nadzieją. W sierpniu tytuł zmieniono na Rogue One: A Star Wars Story. Pierwszy zwiastun opublikowany został 7 kwietnia 2016.
Główny okres zdjęciowy do filmu rozpoczął się na początku sierpnia 2015 roku w Elstree Studios w Hertfordshire. Zdjęcia realizowano również na malediwskim atolu Laamu, na Islandii oraz w Jordanii.

## Odbiór

### Box office
Łotr 1. Gwiezdne wojny – historie okazał się być finansowym sukcesem zarabiając 1,056 miliarda dolarów przy budżecie wynoszącym 200 milionów dolarów, w wyniku czego film uplasował się na 27. miejscu najbardziej dochodowych filmów wszech czasów.

### Krytyka w mediach
Film spotkał się z pozytywną reakcją zarówno ze strony krytyków, jak i fanów filmowej serii. W serwisie Rotten Tomatoes 84% krytyków oceniło film pozytywnie (wynik na podstawie 449 recenzji) ze średnią ocen 7.50/10. Na tym samym portalu zadowolenie ze strony widzów wyniosło 86%. Agregator Metacritic przyznał filmowi wynik 65/100 na podstawie 51 recenzji.

### Nagrody i nominacje
W 2017 roku film został nominowany do Oscara w kategoriach „najlepszy dźwięk” oraz „najlepsze efekty specjalne”. Otrzymał także trzy Saturny – za najlepsze efekty specjalne, najlepszą reżyserię (Gareth Edwards) oraz najlepszy film science-fiction roku.

## Prequel
W 2022 pojawił się pierwszy sezon serialu Andor opowiadającego o przeszłości tytułowego agenta Rebeliantów. Drugi sezon miał premierę w 2025 roku.